# 羟丙茶碱
羟丙茶碱是一种含氮有机化合物，化学式C10H14N4O3，属于黄嘌呤衍生物，可用作血管舒張和支气管扩张药。